# Jack Rieley
John Frank Rieley III (Milwaukee, 24 de noviembre de 1942 – Berlín, 17 de abril de 2015) fue un productor musical, compositor y disc jockey estadounidense, conocido principalmente por ser el mánager de los Beach Boys entre 1970 y 1973. Se le atribuye haber guiado de nuevo a la banda al sendero de la fama y fue descrito por New Statesman como "un locutor de radiofórmula transformado en mentor."
Rieley coescribió un total de siete canciones incluida en los álbumes de los Beach Boys Surf's Up (1971), Carl and the Passions – "So Tough" (1972), y Holland (1973). También hizo coros para "A Day in the Life of a Tree" así como el cuento de Brian Wilson Mount Vernon and Fairway (1972).

## Biografía
Rieley nació en Milwaukee, Wisconsin.
The Beach Boys encontraron a Rieley, mientras promocionaban su álbum Sunflower, y le contrataron como su mánager. Escribió letras de algunas de las canciones de los Beach Boys como "Long Promised Road", "Feel Flows", "Sail On, Sailor", "Funky Pretty" y "The Trader". Hizo los coros en "A Day in the Life of a Tree" y también fue el narrador del bonus del disco Holland: el cuento "Mt. Vernon and Fairway (A Fairy Tale)".
Según Mark Holbcom, Rieley convenció a la banda a trasladarse con sus familias a Ámsterdam durante ocho meses para grabar allí su álbum Holland, costándole a Warner y a los Beach Boys una pequeña fortuna a la hora de producir el disco. Rieley renunció a su trabajo como mánager del grupo después de su regreso a los EE. UU..
Aunque hay muchos artículos y libros sobre los Beach Boys, Rieley en muy pocas ocasiones concedió entrevistas hasta noviembre de 2007 cuando fue entrevistado por Flasher.com en relación con el documental Dennis Wilson Forever. La primera parece haber sido en verano de 1982, para el fanzine británico Beach Boys Stomp.
Después de su marcha, Rieley trabajó para Kool and the Gang. En 1975, Rieley grabó un álbum en solitario, Western Justice: grabado en los Países Bajos con la colaboración de Machiel Botman. El disco trataba de las potencias del Viejo Mundo por el nuevo tercer mundo emergente en el contexto de una crisis meteorológica mundial. Rieley fue la voz principal en tres canciones, incluyendo la canción que da título al álbum.
En los 90, Rieley colaboró con otros artistas como Mark Gardener del grupo Ride así como con Jaye Muller y Ben Patton. Rieley también cofundó la compañía JFAX Personal Telecom Inc. (ahora j2 Global) en 1995 junto a Jaye Muller.

## Muerte
Rieley murió el 17 de abril de 2015 en Berlín.